# Eva (nome)
Eva  è un nome proprio di persona italiano femminile.

## Varianti in altre lingue
- Antico slavo ecclesiastico: Ева (Eva)[1]
- Arabo: حواء (Hawa)[1]
- Armeno: Եվա (Yeva)[1]
- Bulgaro: Ева (Eva)[1]
- Ceco: Eva[1]
- Croato: Eva[1]
- Danese: Eva[1]
- Ebraico: חַוָּה (Chawwah, Hauuâh, Hawwah)[1][3], חַוָה (Chava, Hava)[1]
- Finlandese: Eeva[1], Eevi[1]
- Francese: Ève[1], Eve[1]
- Gallese: Efa[1]
- Greco biblico: Εὔα (Eua)[1]
- Inglese: Eve[1], Eva[1], Ava[1]
  - Alterati: Evie[1], Evvie[1]
- Irlandese: Éabha[1]
- Latino: Eva[1][2], Heva[2], Hava[1]
- Lettone: Ieva[1]
- Lituano: Ieva[1]
- Polacco: Ewa[1]
- Portoghese: Eva[1]
- Macedone: Ева (Eva)[1]
- Norvegese: Eva[1]
- Olandese: Eva[1]
- Russo: Ева (Eva)[1]
- Sloveno: Eva[1]
- Spagnolo: Eva[1]
  - Alterati: Evita[1], Evelia[1]
- Svedese: Eva[1]
- Tedesco: Eva[1]
- Turco: Havva[1]
- Ucraino: Єва (Jeva)
- Ungherese: Éva[1]
  - Alterati: Évike[1]

## Origine e diffusione

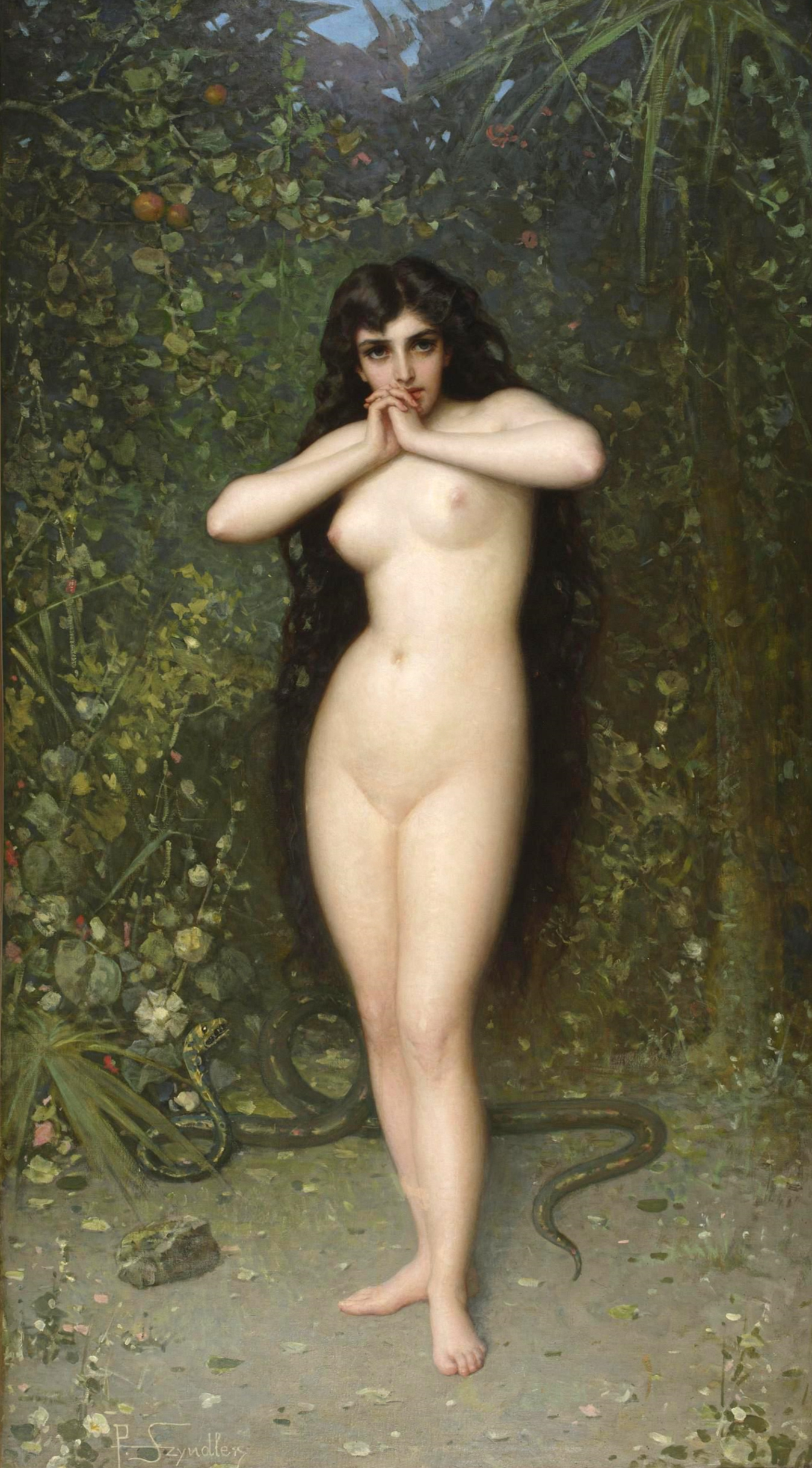
Eva, di Pantaleon Szyndler

Deriva dal nome ebraico חַוָּה (Chawwah, Hauuâh, Hawwah), che può essere basato su חיה (chayah, "vivere", da cui anche Chaim) o su חוה (chawah, "respirare"), due termini peraltro etimologicamente correlati; il significato viene pertanto interpretato come "essere vivente", "colei che dà vita" o "vita".
È portato, nell'Antico Testamento, da Eva, la prima donna, che fu ingannata dal serpente; in greco il suo nome venne adattato come Εὔα (Eua), anche se in alcuni casi venne completamente "tradotto" usando il nome Zoe, mentre in latino si usò la forma Hava per l'Antico Testamento, ed Eva per il Nuovo.
Nonostante la potenziale connotazione negativa del personaggio biblico (Eva fu responsabile del peccato originale), il nome è stato usato occasionalmente già durante il Medioevo.  Nei paesi di lingua inglese le forme Eva ed Eve sono state riportate in auge durante il XIX secolo.
In gallese il nome Aoife viene usato talvolta come variante di Eva, però ha un'origine differente.

## Onomastico
L'onomastico può essere festeggiato il 6 settembre, in ricordo di sant'Eva, vergine e martire a Dreux; con questo nome si ricordano anche, alle date seguenti:
- 14 marzo, beata Eva, reclusa presso san Martino, a Liegi[11]
- 24 dicembre, Eva, moglie di Adamo[12]

## Persone
- Eva Aeppli, artista svizzera

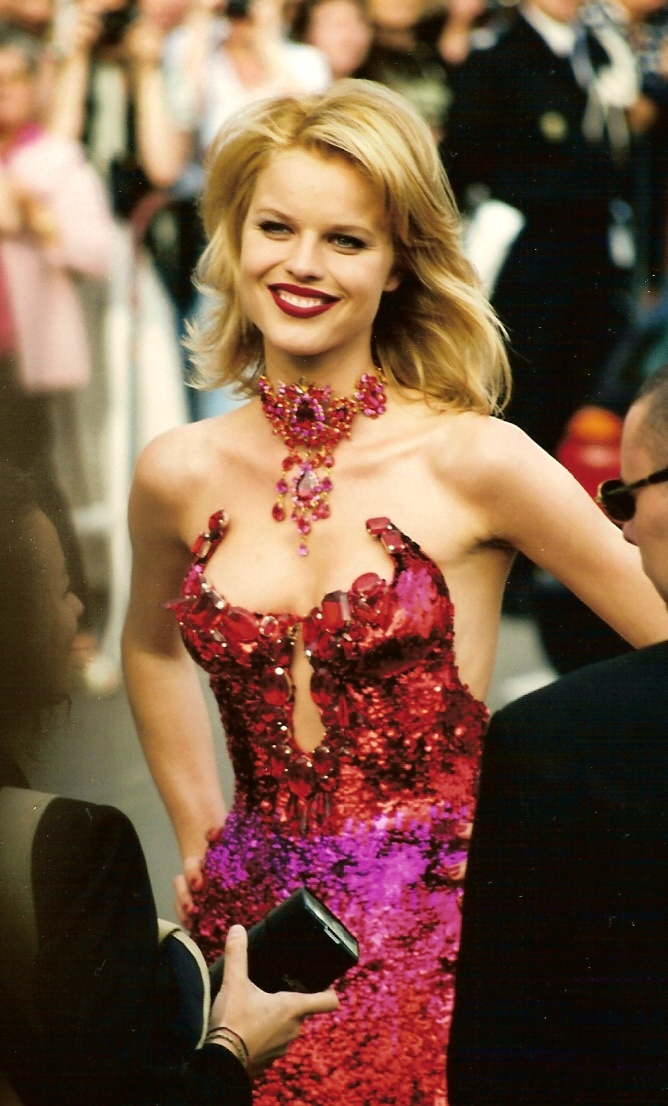
Eva Herzigová

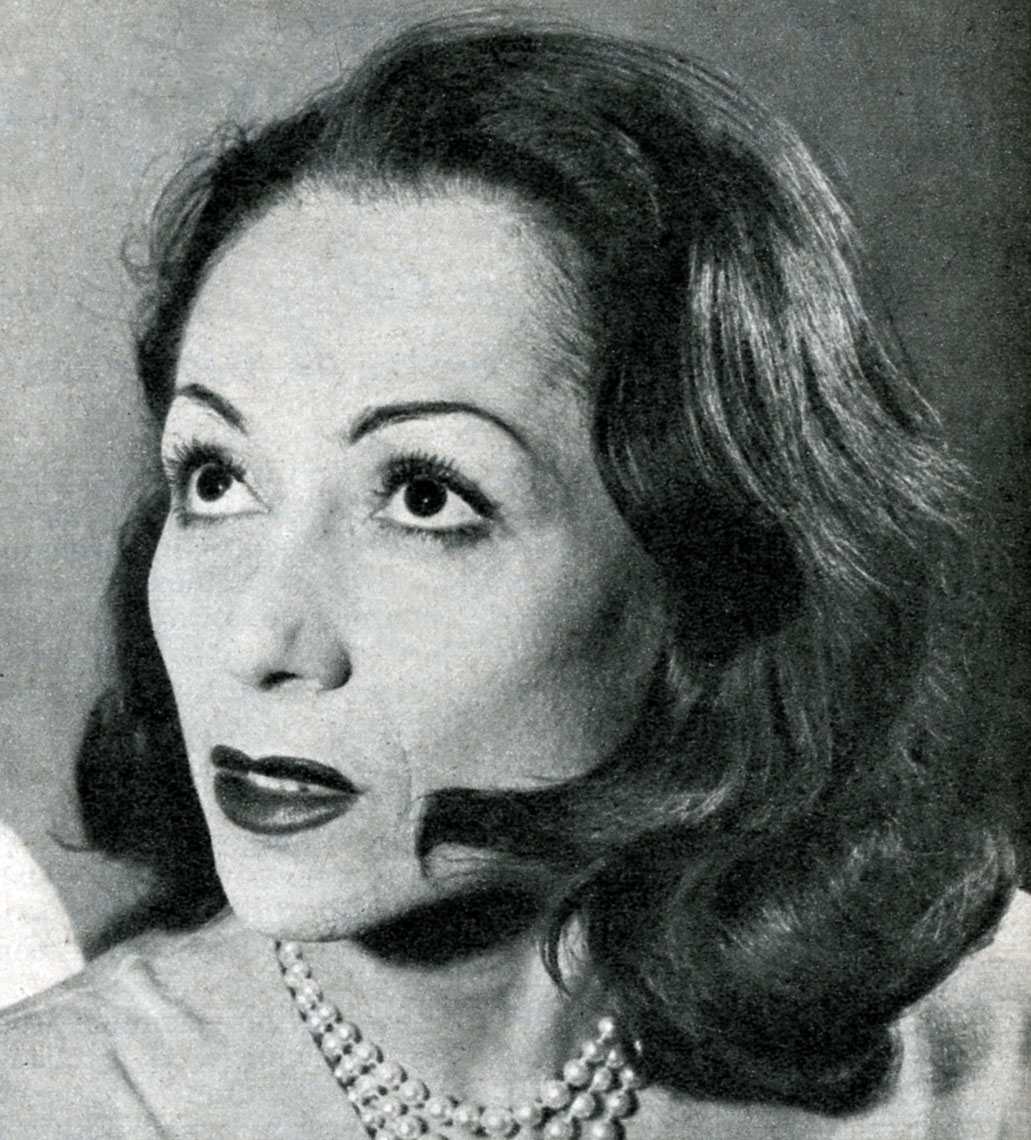
Eva Magni

- Eva Amaral, cantante e musicista spagnola
- Eva Amurri, attrice statunitense
- Eva Braun, moglie di Adolf Hitler
- Eva Cantarella, giurista e scrittrice italiana
- Eva Crane, allevatrice, biologa, scrittrice e intellettuale britannica
- Eva Fischer, pittrice jugoslava naturalizzata italiana
- Eva Gabor, attrice e doppiatrice ungherese naturalizzata statunitense
- Eva Green, attrice e modella francese
- Eva Grimaldi, attrice italiana
- Eva Herzigová, supermodella ceca naturalizzata italiana
- Eva Kailī, politica greca
- Eva Klotz, politica italiana
- Eva LaRue, attrice statunitense
- Eva Le Gallienne, regista, attrice e produttrice cinematografica statunitense
- Eva Longoria, attrice e modella statunitense
- Eva MacMurrough, nobile britannica
- Eva Magni, attrice italiana
- Eva Mendes attrice e modella statunitense
- Eva Morris, supercentenaria britannica
- Eva Padoan, doppiatrice italiana
- Eva Riccobono, supermodella italiana
- Eva Robin's, personaggio televisivo, attrice teatrale e attrice cinematografica italiana

### Variante Éva
- Éva Dónusz, canoista ungherese

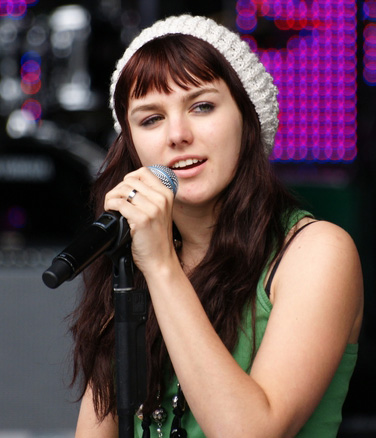
Ewa Farna

- Éva Henger, ex pornoattrice, attrice e conduttrice televisiva ungherese naturalizzata italiana
- Éva Kun, schermitrice ungherese
- Éva Marton, soprano ungherese
- Éva Novák, nuotatrice ungherese
- Éva Rakusz, canoista ungherese
- Éva Risztov, nuotatrice ungherese
- Éva Székely, nuotatrice ungherese

### Variante Ewa
- Ewa Aulin, attrice svedese
- Ewa Farna, cantante polacca
- Ewa Kłobukowska, atleta polacca
- Ewa Lipska, poetessa polacca
- Ewa Nelip, schermitrice polacco
- Ewa Podleś, contralto polacca

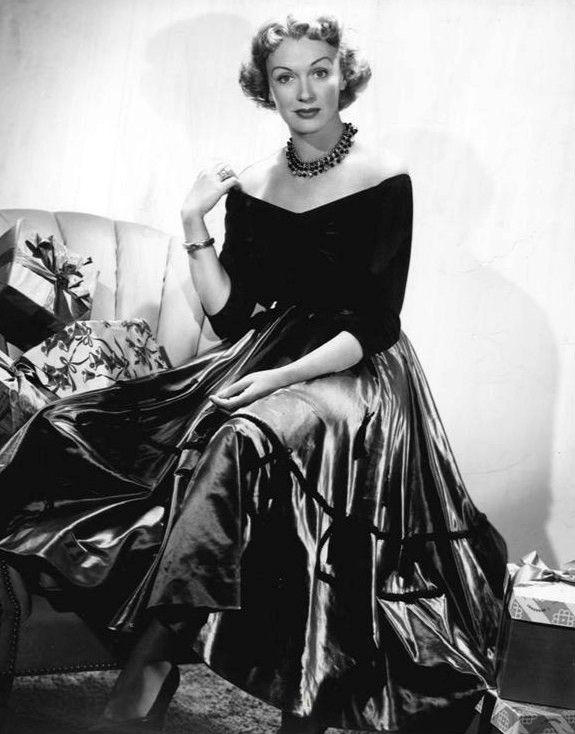
Eve Arden

- Ewa Sonnet, modella e cantante polacca
- Ewa Strömberg, attrice svedese

### Variante Eve
- Eve, rapper e attrice statunitense
- Eve Angel, pornoattrice ungherese
- Eve Arden, attrice statunitense
- Eve Best, attrice britannica

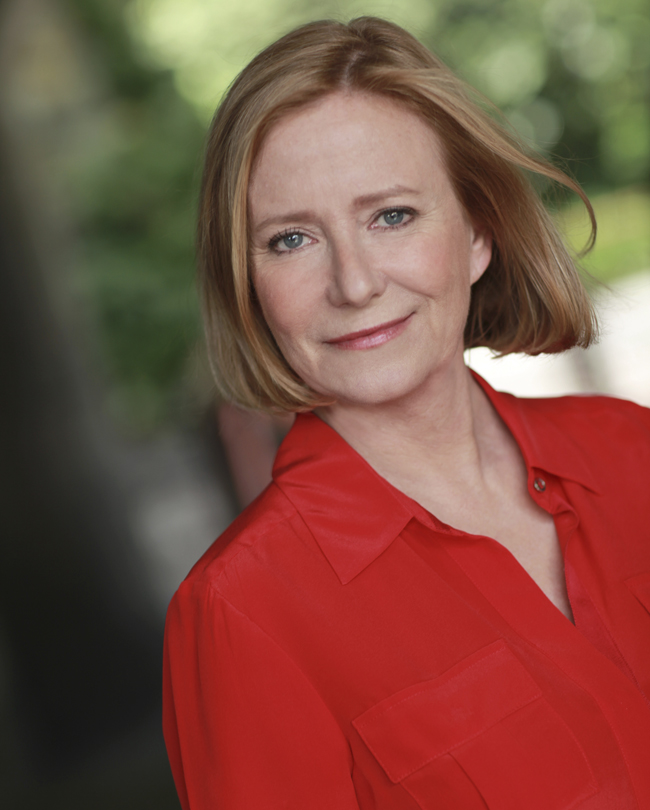
Eve Plumb

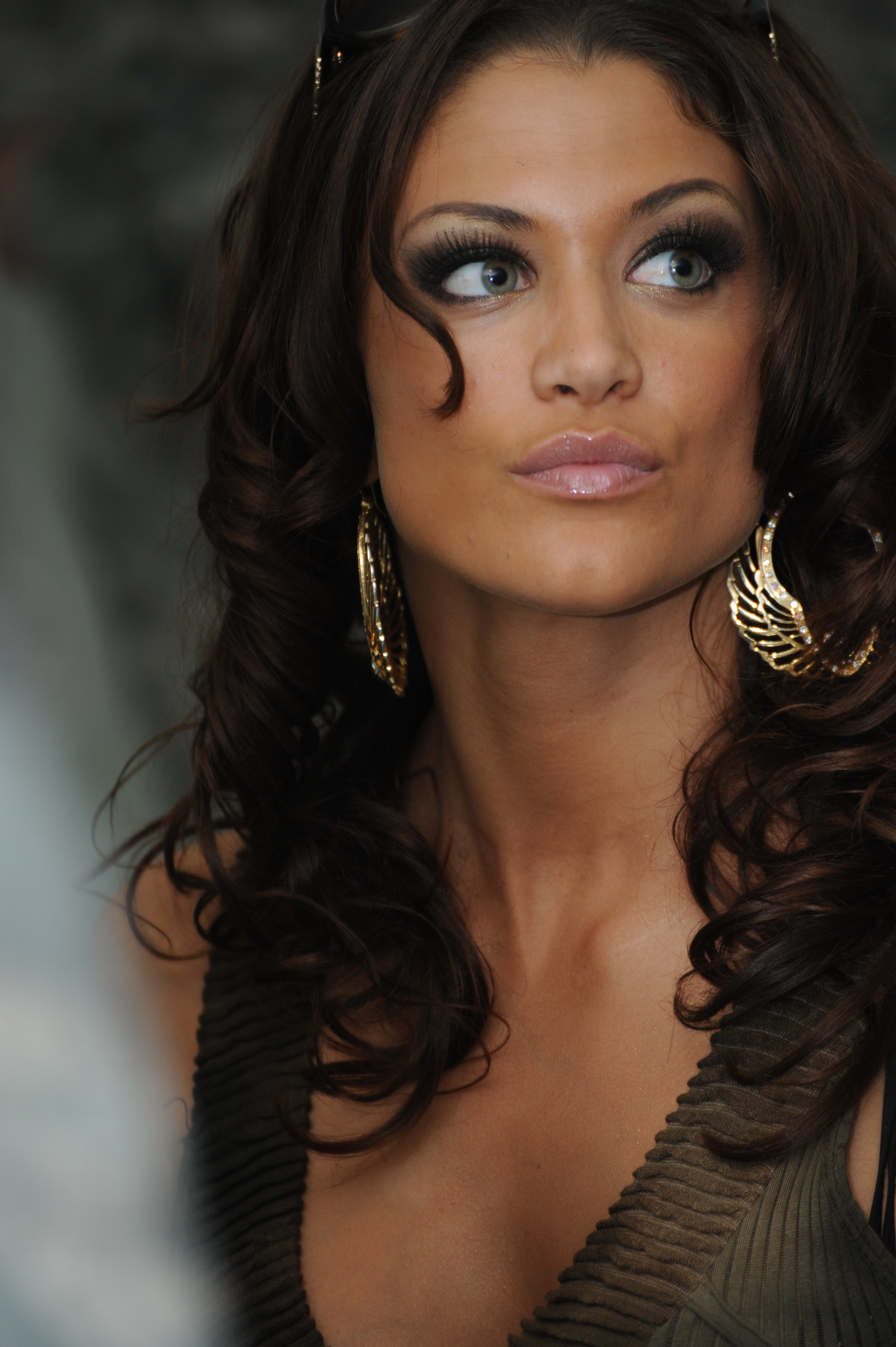
Eve Torres

- Eve Brenner, attrice e cantante statunitense
- Eve Brent, attrice statunitense
- Eve Ensler, drammaturga statunitense
- Eve Hewson, attrice irlandese
- Eve Meyer, attrice, modella e produttrice cinematografica statunitense
- Eve Myles, attrice britannica
- Eve Plumb, attrice statunitense
- Eve Polycarpou, attrice, cantante e chitarrista britannica
- Eve Torres, wrestler e modella statunitense

### Variante Ève
- Ève Angeli, cantante francese
- Ève Curie, scrittrice francese naturalizzata statunitense
- Ève Pouteil-Noble, schermitrice francese
- Ève Routhier, sciatrice alpina canadese

### Variante Ieva

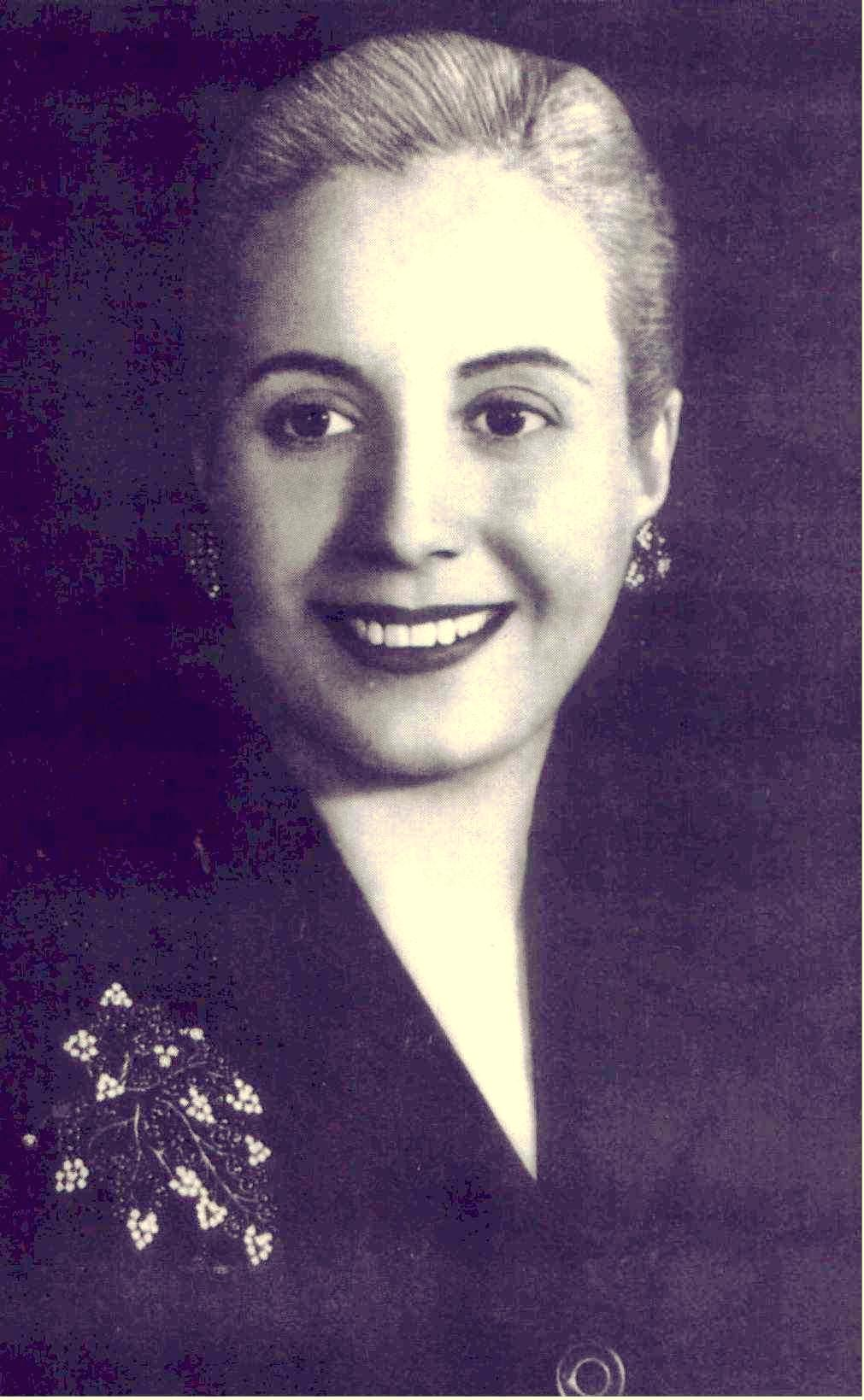
Evita Perón

- Ieva Kokoreviča, modella lettone
- Ieva Kubliņa, cestista lettone
- Ieva Lagūna, modella lettone
- Ieva Tāre, cestista lettone

### Altre varianti
- Hawa Ahmed, modella somala naturalizzata svedese
- Hawa Essuman, regista e sceneggiatrice keniana
- Evie Greene, attrice e cantante britannica
- Evita Perón, politica argentina
- Jeva Vybornova, schermitrice ucraina

## Il nome nelle arti
- Eva è un personaggio dell'omonimo romanzo di Giovanni Verga.
- Eva Galli è un personaggio del romanzo di Peter Straub La casa dei fantasmi.
- Eva Trout è un personaggio dell'omonimo romanzo di Elizabeth Bowen.
- Eva Luna è un personaggio dell'omonimo romanzo di Isabel Allende.
- Eve Harrington è un personaggio del film del 1950 Eva contro Eva, diretto da Joseph L. Mankiewicz.
- Eva Bolasky è la protagonista del film del 1955 Piccola posta, diretto da Steno.
- Eva Olivier è un personaggio del film del 1962 Eva, diretto da Joseph Losey.
- Eva Cudicini è un personaggio della serie televisiva I Cesaroni.
- Eve Genoard è un personaggio della serie anime Baccano!.
- Eva Heinemann è un personaggio della serie di anime e manga Monster.
- Eva Kant è un personaggio della serie a fumetti Diabolik.
- Eva Krendlinger è un personaggio della soap opera Tempesta d'amore.
- Eva Pogner è un personaggio dell'opera di Richard Wagner I maestri cantori di Norimberga.
- Eve è uno dei robot protagonisti del film Pixar del 2008  WALL-E.
- Eva è il nome di una concorrente della serie A Tutto Reality.